# Cordylanthus kingii
Cordylanthus kingii är en snyltrotsväxtart som beskrevs av S. Wats.. Cordylanthus kingii ingår i släktet Cordylanthus och familjen snyltrotsväxter.

## Underarter
Arten delas in i följande underarter:
- C. k. densiflorus
- C. k. helleri
- C. k. kingii